# Kimball (Nebraska)
Kimball – miasto w Stanach Zjednoczonych, w stanie Nebraska, siedziba administracyjna hrabstwa Kimball.